# Unione Sportiva Biellese 1923-1924
Questa voce raccoglie le informazioni riguardanti l'Unione Sportiva Biellese nelle competizioni ufficiali della stagione 1923-1924.

## Rosa
| N. |                   | Ruolo | Calciatore      |
| -- | ----------------- | ----- | --------------- |
|    | Italia (bandiera) | P     | Della Valle     |
|    | Italia (bandiera) | D     | Luigi Roasio II |
|    | Italia (bandiera) | D     | Finotto I       |
|    | Italia (bandiera) | C     | Lora            |
|    | Italia (bandiera) | C     | Scaramuzzi      |
|    | Italia (bandiera) | C     | Greppi          |
|    | Italia (bandiera) | C     | Dellarole       |

| N. |                   | Ruolo | Calciatore             |
| -- | ----------------- | ----- | ---------------------- |
|    | Italia (bandiera) | A     | Corrado Guglielminotti |
|    | Italia (bandiera) | A     | Alessandro Roasio I    |
|    | Italia (bandiera) | A     | Severino Tibi          |
|    | Italia (bandiera) | A     | Motta                  |
|    | Italia (bandiera) | A     | Ferrero                |
|    | Italia (bandiera) | A     | Terzago                |

## Risultati

### Seconda Divisione

#### Girone A

##### Girone di andata
| 21 ottobre 1923 1ª giornata |  | – Turno di riposo |  |  |

| Biella 28 ottobre 1923 2ª giornata | Biellese | 2 – 1 referto | Valenzana | Campo Sportivo Rivetti |

| Varese 4 novembre 1923 3ª giornata | Varesina | 0 – 1 | Biellese |  |

| Biella 11 novembre 1923 4ª giornata | Biellese | 0 – 0 referto | Vercellesi Erranti | Campo Sportivo Rivetti |

| Busto Arsizio 18 novembre 1924 5ª giornata | Pro Patria | 2 – 0 | Biellese |  |

| Biella 25 novembre 1923 6ª giornata | Biellese | 0 – 1 referto | Derthona | Campo Sportivo Rivetti |

| Torino 2 dicembre 1923 7ª giornata | Pastore | 1 – 1 referto | Biellese |  |

##### Girone di ritorno
| 16 dicembre 1923 8ª giornata |  | – Turno di riposo |  |  |

| Valenza 23 dicembre 1923 9ª giornata | Valenzana | 5 – 0 | Biellese |  |

| Biella 30 dicembre 1923 10ª giornata | Biellese | 3 – 0 referto | Varesina | Campo Sportivo Rivetti |

| Vercelli 6 gennaio 1924 11ª giornata | Vercellesi Erranti | 1 – 2 referto | Biellese |  |

| Biella 24 febbraio 1924 12ª giornata | Biellese | 3 – 0 referto | Pro Patria | Campo Sportivo Rivetti |

| Tortona 27 gennaio 1924 13ª giornata | Derthona | 2 – 0 | Biellese |  |

| Biella 3 febbraio 1924 14ª giornata | Biellese | 1 – 0 referto | Pastore | Campo Sportivo Rivetti |